# Constellation Eutelsat OneWeb

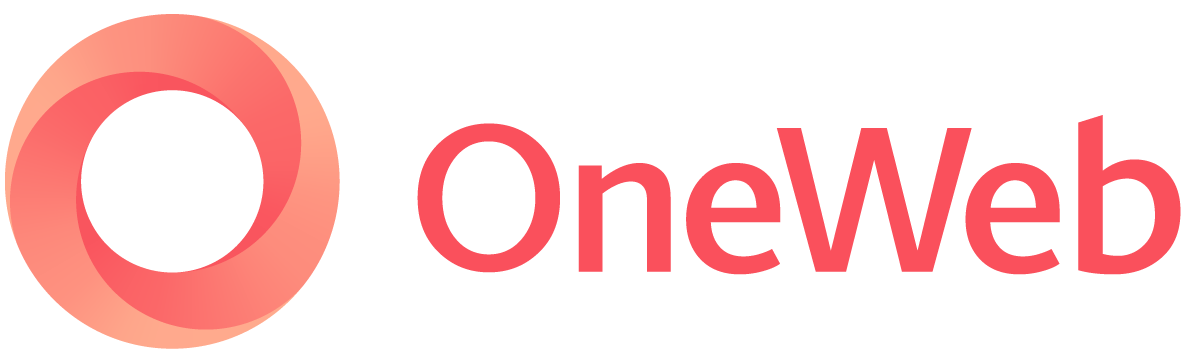
Ancien logo de OneWeb.

La constellation Eutelsat OneWeb est une constellation d'environ 650 satellites de télécommunications circulant sur une orbite basse (LEO) pour fournir aux professionnels et aux particuliers un accès à Internet à haut débit dans les régions mal desservies par des liaisons terrestres. 
Ce service est commercialisé par l'opérateur de satellite français Eutelsat, essentiellement auprès de grandes sociétés de télécommunications qui ont besoin d'étendre leurs prestations (téléphonie, internet) à une clientèle mal reliée par le réseau terrestre. Avec la constellation Starlink de SpaceX, OneWeb inaugure une nouvelle ère de mégaconstellations de satellites comprenant au moins dix fois plus de satellites que les constellations précédentes. Le projet est mis sur pied par l’Américain Greg Wyler, créateur de la constellation de satellites O3b Networks.
La constellation doit comprendre, une fois opérationnelle, 648 satellites d'environ 150 kilogrammes circulant sur une orbite polaire de 1 200 kilomètres. Une cinquantaine de stations terriennes réparties dans le monde entier assurent la liaison entre la constellation et le réseau Internet terrestre. Les utilisateurs mettent en œuvre un terminal d'une dizaine de kilogrammes équipé d'une antenne plate.
Compte tenu de la taille de l'investissement (entre 3 et 6,5 milliards US$) et des incertitudes sur le marché visé (concurrence d'autres constellations ou des réseaux terrestres), le projet présente de grands risques financiers. Pour réduire l'ampleur de l'investissement et rentabiliser le projet, une usine dédiée est édifiée en Floride, qui doit maximiser l'effet d'échelle. Les concepteurs du projet espéraient initialement abaisser le coût de fabrication de chaque satellite à 500 000 US$, mais le coût final est plus élevé. Alors que le déploiement de satellites vient tout juste de commencer, la société OneWeb dépose son bilan en se plaçant sous la protection du chapitre 11. La société est reprise par un consortium qui comprenait comme actionnaires principaux en octobre 2021 le groupe indien Bharti Enterprises (PDG Sunil Mittal), l'opérateur français Eutelsat et l'État britannique.
Les premiers prototypes de satellite sont placés en orbite en février 2019. Les satellites sont lancés par des fusées russes Soyouz emportant chacune 36 satellites, qui décollent des cosmodromes de Baïkonour et de Vostochny en Russie ainsi que de Kourou en Guyane. Il est prévu que l'ensemble de la constellation soit déployé d'ici fin 2022.  La commercialisation des services doit débuter en décembre 2021 au-dessus de 50° de latitude et se généraliser fin 2022. Une extension de la constellation à 6 372 satellites est à l'étude.
En février 2022, 428 satellites ont été placés en orbite et le reste de la constellation doit être placé en orbite d'ici la fin de l'été par des fusées Soyouz. Toutefois, par suite de l'invasion de l'Ukraine par la Russie en février 2022 et des sanctions décidées par les pays occidentaux contre la Russie, l'agence spatiale russe Roscosmos décide de ne plus prendre en charge le déploiement de la constellation. OneWeb lancera finalement le reste de sa constellation avec la fusée Falcon 9 de SpaceX.

## Historique du projet

### Le projetWorldVu(2014)
La société américaine WorldVu est créée, début 2014, avec l'objectif de fournir aux particuliers un accès à internet à haut débit grâce à une constellation de près de 1 000 satellites. Un des points majeurs de l'architecture du système est le recours à des satellites de petite taille, dont le coût est largement abaissé grâce à l'effet d'échelle découlant du nombre d'engins commandés[réf. souhaitée]. La cible commerciale est constituée par les centaines de millions d'usagers potentiels d'internet vivant dans des régions trop isolées pour bénéficier du réseau terrestre à haut débit. En juin 2014, WorldVu rachète les droits de bande passante détenus par SkyBridge, qui avait un projet similaire mais qui avait été interrompu au début des années 2000.

### Lancement du projet OneWeb
O3b Networks, qui dispose d'une constellation de satellites ayant le même projet initial mais s'est finalement reconvertie dans le BtoB, est rachetée par Google en 2013. Plusieurs cadres quittent O3b en septembre 2014 pour rejoindre WorldVu. Parmi ceux-ci, l'Américain Greg Wyler, qui a créé quelques années auparavant la constellation de satellites O3b Networks, prend la tête du projet. Des échanges informels ont lieu la même année entre WorldVu et SpaceX qui portent sur la construction d'une usine commune de construction de satellites et sur leurs lancements. En janvier 2015, Virgin Group et Qualcomm décident d'investir dans la société rebaptisée OneWeb LTD. En juin 2015, OneWeb signe un contrat avec Arianespace pour la mise en orbite d'un premier sous-ensemble de satellites par 21 lanceurs Soyouz. En février 2017, Intelsat annonce son intention de fusionner avec OneWeb. En juin 2017, Intelsat renonce finalement à cette fusion.

### Partenariat avec le constructeur aérospatial Airbus pour la fabrication des satellites (2016)

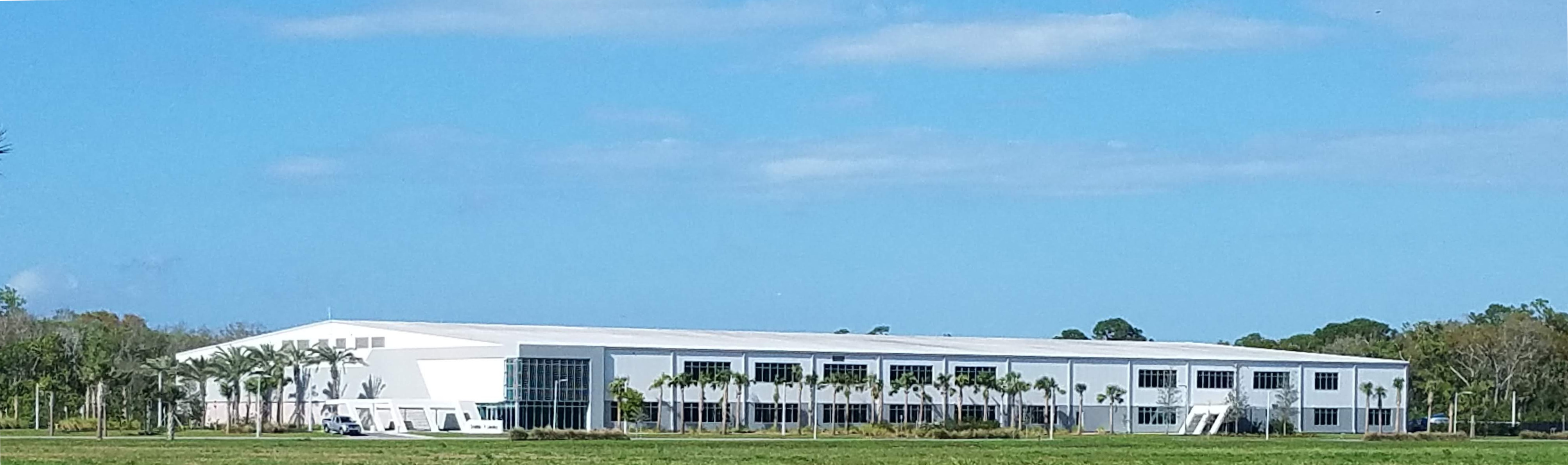
Usine d'assemblage des satellites OneWeb à Merrit Island (Floride).

En novembre, WorldVu lance un appel d'offres auprès des constructeurs de satellites pour la construction de 900 satellites ainsi que celle d'installations au sol. L'objectif de coût de production d'un satellite est de 500 000 US$. La société aérospatiale européenne Airbus Defence and Space est sélectionnée début 2016 pour la construction des satellites. Ceux-ci seront assemblés par Airbus OneWeb Satellites, une coentreprise fondée à cet effet par Airbus d'une part et OneWeb d'autre part. L'usine d'assemblage se situe à Merritt Island en Floride près du Centre spatial Kennedy. Pour mettre au point le processus de production, les dix premiers exemplaires sont fabriqués dans l'usine de Toulouse du groupe Airbus.

### Détermination de la taille de la constellation
L'organisme de régulation des télécommunications américain (FCC) a assoupli la réglementation concernant la durée du déploiement des constellations de satellites, qui passe de six ans à neuf ans. Cette décision ayant été prise après l'autorisation accordée par la FCC à OneWeb, cette dernière demande en mars 2018 à déployer 1 260 satellites supplémentaires, faisant passer le nombre total à 1 980 satellites. Ceux-ci auraient les mêmes caractéristiques que ceux alors en cours de fabrication. Le nombre de plans orbitaux occupés passerait de 18 à 36 et le nombre maximal de satellites circulant sur un plan orbital de 40 à 55. En décembre 2018, OneWeb décide que, compte tenu des performances des satellites supérieures à celles constatées durant les tests sur Terre, leur nombre nécessaire à la constellation initiale sera réduit de 900 à 600.

### La position paradoxale des responsables russes
L'industrie spatiale russe est une des grandes bénéficiaires du projet, qui repose sur l'utilisation de plus de 20 fusées Soyouz (un contrat de un milliard US$) ainsi que la production en masse de propulseurs à effet Hall de type SPT-50M fournis par la société russe Fakel. Mais les responsables russes redoutent les conséquences de la disponibilité d'un accès à Internet à haut débit pour des utilisateurs russes (particuliers, mais également écoles, villes et autres institutions) situées dans des régions périphériques de la Russie qui n'ont jusque-là qu'un accès très limité à ce réseau. Le projet fait l'objet de discussions aux niveaux les plus élevés de l'État sans qu'une position claire ne se dégage. Les fréquences utilisées par OneWeb sont allouées en 2016 par la Commission d'État russe pour les radiofréquences (en) à l'opérateur des satellites Gonets, qui a dans ses cartons un projet de constellation de satellites de télécommunications en orbite basse non démarré début 2019. En 2017, OneWeb, pour contourner cet obstacle, crée une coentreprise avec l'opérateur des Gonets, baptisée OOO OneWeb, pour commercialiser ses services en se conformant aux contraintes russes. Mais la mise à disposition des fréquences reste au point mort début 2019. Par ailleurs, les responsables russes semblent envisager la construction d'un système de contrôle d'accès à Internet sur le modèle chinois. Le gouvernement russe a fait un premier pas dans ce sens en prenant le contrôle (prise de participation à hauteur de 51 %) de la coentreprise OOO OneWeb. Fin 2018, les services de sécurité russes attaquent frontalement OneWeb en accusant la société de mettre en place un outil favorisant l’espionnage. La construction des six stations passerelles nécessaires sur le territoire russe est remise en question, bien que leur absence ne bloquera pas le système sur une large portion du pays (en particulier la partie européenne), grâce aux stations situées dans les pays limitrophes.

### Début du déploiement (février/mars 2019)
Six des dix prototypes construits dans l'usine d'Airbus située à Toulouse sont placés en orbite le 27 février 2019 par un lanceur Soyouz ST-B qui décolle depuis la base de lancement de Kourou. Les quatre autres engins spatiaux doivent rester au sol et seront éventuellement utilisés comme pièces de rechange. Les prototypes en orbite doivent permettre de vérifier le fonctionnement du système. Une fois la phase de recette achevée, le déploiement des satellites opérationnels doit débuter en 2020. Deux autres lancements de satellites de la constellation ont lieu début 2020.

### Faillite et reprise par un consortium anglo-indien (mars-juillet 2020)
Malgré ce succès technique, la situation financière de la société, qui ne dispose pas des capitaux permettant de mener à terme son projet, est mauvaise. Le 27 mars 2020, OneWeb dépose son bilan se plaçant sous la protection du chapitre 11 de la loi américaine sur les faillites,. En avril 2020, OneWeb sollicite la mise en place d'une ligne de crédit de 75 millions USD minimum dont dix nécessaires dans l'immédiat pour assurer le fonctionnement courant de l'entreprise. En juillet 2020, le tribunal des faillites de New York choisit, pour se substituer à Softbank et reprendre OneWeb, un partenariat public-privé, consortium dont le meneur est le groupe Bharti Enterprises (PDG Sunil Mittal) associé à l'État britannique ; chacun des deux partenaires y investit 500 millions de dollars. Cette opération obtient l'accord du département de la Justice des États-Unis (DoJ) et des autorités fédérales.

### Entrée dans le capital d'Eutelsat (avril 2021)
L'opérateur de satellites français Eutelsat entre en avril 2021 dans le capital de OneWeb en investissant 550 millions puis 165 millions d'euros en octobre de la même année. Eutelsat devient le deuxième actionnaire, détenant 22,9 %, après le groupe indien Bharti (30 %) et devant l'État britannique. L'objectif d'Eutelsat, qui met en œuvre des satellites de télécommunications en orbite géostationnaire, est d'accéder au nouveau marché desservi par les méga-constellations en cours de déploiement. Le commissaire européen chargé du marché intérieur Thierry Breton critique l'investissement effectué par Eutelsat car, six mois avant cette décision, l'Union européenne a passé un contrat avec cette société pour étudier la faisabilité technique d'une constellation européenne,,.

### Commercialisation (fin 2021)
Courant décembre 2021, 394 satellites, soit plus de la moitié du total prévus, ont été déployés grâce à 12 lancements. Une dizaine de vols supplémentaires doivent permettre de compléter la constellation d'ici fin 2022. Il est prévu que la commercialisation des services débute en décembre 2021 auprès de la clientèle résidant aux latitudes supérieures à 50° (du fait de leurs orbites polaires, le survol d'un point par des satellites est d'autant plus fréquent que l'on se rapproche des pôles). La couverture doit être étendue à l'ensemble de la planète d'ici la fin de l'année 2022
En mars 2023, l'opérateur Orange annonce un accord visant à intégrer l'offre OneWeb dans son offre de services par satellite. 

### Projets d'extension (phase 2)
Début 2021 la société OneWeb dépose auprès de la Commission fédérale des communications (FCC) une demande d'extension de sa constellation à 6 372 unités. Les satellites déployés intégreraient de nouvelles fonctionnalités dont un système de positionnement demandé par le gouvernement britannique pour pallier la perte d'accès au système de positionnement par satellites de l'Union européenne Galileo à la suite du Brexit. Par ailleurs un accord est passé avec l'Agence spatiale indienne pour placer en orbite les futurs satellites à l'aide de fusées indiennes PSLV et GSLV.

### Coup d'arrêt du déploiement à la suite du conflit russo-ukrainien (mars 2022)
En février 2022, 428 satellites ont été placés en orbite. Un lanceur Soyouz tiré depuis le cosmodrome de Baïkonour doit placer en orbite 36 satellites début mars et OneWeb compte déployer les 220 satellites restant d'ici fin août 2022 grâce à ce même lanceur. Mais à la suite de l'invasion de l'Ukraine par la Russie en février 2022 et des sanctions décidées par les pays occidentaux contre la Russie, alors que le lanceur est déjà sur le pas de tir, l'agence spatiale russe Roscosmos riposte par ses propres mesures de représailles et exige que le gouvernement britannique sorte du capital de OneWeb et que la société s'engage à ne pas fournir de services aux militaires. OneWeb refuse de donner suite aux exigences de Roscosmos et le lancement par les fusées Soyouz est abandonné et le lanceur renvoyé dans son hangar. Les équipes de OneWeb quittent le site de Baïkonour. Outre le lancement de mars 2022, les cinq lancements suivants sur Soyouz, les derniers permettant d'achever le déploiement, avaient eux aussi été payés d'avance. Par ailleurs, OneWeb ne sait pas si elle va pouvoir récupérer ses 36 satellites restés à Baïkonour. Les conséquences pour l'opérateur sont importantes,. Premièrement, OneWeb est à la recherche de nouveaux opérateurs de lancement pour placer en orbite les 220 satellites restants. Contractuellement c'est Arianespace qui doit fournir une solution. OneWeb envisage l'utilisation de lanceurs américains, indiens ou japonais. Deuxièmement, les satellites OneWeb utilisent des propulseurs fournis par la société russe Fakel et leur constructeur n'a pas indiqué s'il disposait d'un stock suffisant pour compléter la constellation. Par ailleurs, la livraison par Airbus d'une petite constellation de 15 satellites (Loft Orbital) commandée en janvier 2022 et dérivée des satellites OneWeb est menacée dans la mesure où elle utilise les mêmes plateformes que les satellites OneWeb.
Le 21 mars, OneWeb a finalement décidé que SpaceX placera en orbite le reste de sa constellation. Le premier lancement est planifié pour l'année 2022. Le 20 avril 2022, OneWeb choisit également des lanceurs indiens.
La société choisit le constructeur américain Busek (en) pour ses propulseurs.

## Viabilité financière du projet

### Économies d'échelle
L'investissement requis le plus important pour mettre en place le système OneWeb est la fabrication et le lancement des satellites. Pour abaisser les coûts, la société a misé sur l'effet d'échelle obtenu en construisant 600 satellites identiques (à titre de référence, il s'est lancé en 2017 155 satellites de plus de 50 kg la plupart différents les uns des autres). L'industrie aérospatiale construit des satellites à l'unité ou en très petites séries et dans ce dernier cas souvent sur des périodes étalées sur de nombreuses années. Le projet OneWeb repose sur l'optimisation du processus de fabrication des satellites et la commande de grands volumes de composants permettant d'abaisser leur prix d'achat. Une coentreprise entre OneWeb et Airbus Defence and Space baptisée Airbus OneWeb Satellites est chargée de l'assemblage des 600 satellites. Une usine consacrée à leur assemblage et d'une superficie de 13 900 m2 est aménagée à partir de mars 2017. Elle été inaugurée en 2018 près du centre spatial Kennedy en Floride. L'usine devrait construire en pointe un à deux satellites par jour.

### La rentabilité en question
Les projets de constellation de satellites de télécommunications présentent un risque financier car ils nécessitent des investissements très importants pour mettre en place le réseau de satellites et les stations terriennes alors que les premières rentrées financières n'interviennent que plusieurs années après le lancement du projet. Fin 2018, OneWeb est confronté à plusieurs problèmes potentiels. Le coût unitaire du satellite fixé initialement à 500 000 US$ serait passé selon certaines sources non officielles à 900 000 US$. Le premier lancement a pris six mois de retard par rapport au planning initial. OneWeb a réussi à mobiliser environ 1.7 milliard US$ de fonds pour financer la construction et le lancement des satellites mais la somme totale nécessaire serait comprise entre 3,5 et 6 milliards US$. Or, l'établissement de crédit à l'export français Bpifrance, fortement impliqué, attend des engagements plus précis de la clientèle potentielle avant de prêter les sommes nécessaires. Par ailleurs, des projets concurrents comme celui de SpaceX pourraient entraîner une guerre des prix qui augmenterait le seuil de rentabilité.

## Prestations assurées par la constellation OneWeb
OneWeb permet à des utilisateurs particuliers ou professionnels de bénéficier de connexions à haut débit sur le réseau internet à haut débit terrestre et en téléphonie, principalement dans les régions mal desservies. Contrairement à son principal concurrent SpaceX (constellation Starlink) qui s'adresse directement aux utilisateurs finaux, le service OneWeb est commercialisé essentiellement auprès de grandes sociétés de télécommunications comme British Telecom ou AT&T, qui ont besoin d'étendre leurs prestations (téléphonie, internet) à une clientèle qui ne peut être reliée par la fibre optique ou une liaison filaire performante. Ces utilisateurs se connectent via des postes fixes ou des petits récepteurs mobiles ou via de petits réseaux. La couverture est planétaire. Le débit maximal annoncé est de 50 mégabits par seconde et le temps de latence minimal est de 50 millisecondes. OneWeb prévoit, dans le cadre de son projet d'extension de sa constellation, d'ajouter une prestation de navigation à la demande de son actionnaire britannique qui à la suite du Brexit ne participe plus au système de navigation Galileo de l'Union européenne,.

## Segment spatial
Le système repose sur le déploiement en orbite d'une constellation de 600 satellites identiques auxquels s'ajoutent 48 satellites en réserve :

### Caractéristiques des satellites
Les microsatellites OneWeb ont une forme approximativement cubique (1 × 1 × 1,3 m) et une masse de 147,7 kg. Chacun est stabilisé 3 axes à l'aide notamment d'un viseur d'étoiles. L'énergie est fournie par des panneaux solaires orientables disposant d'un degré de liberté. Le satellite utilise un propulseur à effet Hall de type SPT-50M fourni par la société russe Fakel pour atteindre, puis en cours de vie, corriger son orbite. Ce modèle de moteur est une version optimisée (durée de vie, coût) d'un moteur déjà mis en œuvre sur des satellites opérationnels (Canopus-V). Il génère une poussée de 14,8 millinewtons en expulsant du xénon avec une impulsion spécifique de 930 secondes et en consommant environ 220 watts. Le satellite dispose de six antennes paraboliques : deux en bande Ku pour communiquer avec les utilisateurs finaux, quatre en bande Ka pour communiquer avec les stations passerelle qui assurent la liaison avec le réseau internet terrestre. L'envoi des données aux utilisateurs est réalisé à travers l'émission de 16 faisceaux couvrant globalement une surface au sol de forme elliptique dont le grand axe mesure environ 1 500 km. Chaque faisceau utilise la bande de fréquence Ku en TDMA/FDMA. Le débit global par satellite est de huit gigabits par seconde. Un récepteur GPS permet de déterminer la position du satellite à quelques mètres près. La durée de vie d'un satellite est au minimum de sept ans,,.

### Charge utile secondaire
L'opérateur commercialise par ailleurs l'emport d'une charge utile secondaire dont la masse peut s'élever à 60 kg et qui disposera de 200 watts et d'un panneau tourné vers la Terre d'une superficie de 750 × 850 mm2.

### Orbite
Les satellites sont placés sur une orbite polaire (inclinaison orbitale 87,9°) à une altitude de 1 200 km. À cette altitude, chaque satellite assure une couverture de 1 080 × 1 080 km. Cette altitude peu élevée a été choisie pour que le temps de réponse internet soit très faible. La constellation de satellites circule au-dessus de la région la plus encombrée par les débris spatiaux (600–1 050 km). 648 satellites sont répartis initialement sur 12 puis sur 18 plans orbitaux. Les satellites restants sont soit stockés au sol, soit mis en réserve en orbite, pour pallier les défaillances des satellites opérationnels,.

## Segment terrestre
Le segment terrestre du projet comprend deux stations de contrôle et 50 stations terriennes réparties à la surface du globe terrestre pour assurer la liaison entre les satellites et les réseaux de télécommunications terrestres.

### Stations passerelles
Plus de 50 stations terriennes réparties à la surface de la Terre mettent en relation les utilisateurs et le réseau Internet terrestre via la constellation OneWeb. Les communications entre les satellites et les stations s'effectuent en bande Ka. Les équipements de ces stations passerelles sont fournis par Hughes Network Systems.

### Stations de contrôle
Les satellites sont contrôlés par deux stations de contrôle, l'une située à Washington DC (États-Unis), l'autre au Royaume-Uni.

## Terminal utilisateur
Le terminal standard permettant à l'utilisateur de se connecter à internet via OneWeb, baptisé PW1, a une masse de 10 kilogrammes et la forme d'un pavé droit de 50 × 43 × 10 centimètres de côtés. Il est associé à une antenne réseau à commande de phase de forme plate mesurant 36 × 16 centimètres qui devrait permettre de disposer d'un débit d'environ 50 mégabits par seconde. La connexion pourra se faire en utilisant les protocoles 3G, LTE, 5G et Wi-Fi. Le terminal est construit par les sociétés sud-coréenne Intellian Technologies et américaine Collins Aerospace. Des antennes de plus grande taille sont utilisées à bord des avions et des navires,.

## Processus de déploiement

### Lanceurs
Le déploiement en orbite de la constellation OneWeb dans sa première version opérationnelle est effectué grâce à une quinzaine de vols du lanceur Soyouz, qui emporte 34 à 36 satellites en décollant des cosmodromes de Baïkonour et Vostochny en Russie ainsi que de Kourou en Guyane. Les lancements ont été commercialisés par Arianespace. Selon le contrat original, 21 vols de Soyouz étaient prévus ainsi que 39 tirs du lanceur aéroporté LauncherOne de Virgin Galactic pour le renouvellement des satellites défaillants. Ce dernier est largué par un avion porteur au-dessus de l'océan Pacifique et peut placer en orbite un ou deux satellites,.

### Mise en fonction des satellites et fin de vie
Les satellites sont déployés par leur lanceur à une altitude de 450 à 475 kilomètres. Chaque satellite utilise ensuite sa propulsion électrique pour rejoindre progressivement, en décrivant des spirales, son altitude opérationnelle à 1 200 kilomètres d'altitude. En fin de vie, le satellite utilise sa propulsion pour rejoindre une orbite basse située à 250 kilomètres d'altitude qui garantit une rentrée atmosphérique rapide au cours de laquelle le satellite est détruit (à cette altitude l'atmosphère résiduelle est suffisamment dense pour rapidement dégrader l'orbite du satellite). Le déroulement de cette phase est conçu pour que la rentrée atmosphérique ait lieu au maximum cinq ans après la fin de vie opérationnelle du satellite.

## Controverses
En démultipliant le nombre d'objets en orbite, les projets de mégaconstellations de fournisseurs d'Internet par satellite soulèvent des inquiétudes et critiques à travers le monde. De quelques milliers en 2020, ces objets seraient en effet plusieurs dizaines de milliers à terme,,.

### Débris spatiaux
La multiplication des satellites lancés fait craindre une forte augmentation du nombre potentiel des débris spatiaux susceptibles d'être générés par ce type de projet. En effet, au risque de collision des satellites en fonctionnement s'ajoute celui de pannes, qui rendraient incontrôlables les satellites, risque d'autant plus élevé qu'ils sont nombreux. Dans le pire des cas, un syndrome de Kessler rendrait les orbites basses totalement impraticables. Les satellites OneWeb sont placés sur une orbite nettement plus haute (1200 contre 600 km) que leurs homologues Starlink car en cas de panne leur orbite ne se dégrade que très lentement et ils restent longtemps en orbite.

### Pollution lumineuse du ciel nocturne
La constellation OneWeb, par ses 650 satellites (à terme 6 300), contribue à la forte augmentation du nombre d'objets circulant en orbite basse et rejoint l'ensemble des projets en cours de déploiement, comme les 12 000 voire 42 000 satellites de Starlink de SpaceX, les 3 250 prévus pour Kuiper d'Amazon,,, etc., qui pose le problème de la pollution lumineuse spatiale du ciel nocturne. Celle-ci s'ajoute à la pollution lumineuse terrestre (issue de l'éclairage de surface).
La magnitude apparente des satellites est de 7,5, ce qui est moins que les satellites de Starlink. Cela signifie que les satellites ne sont pas visibles à l'œil nu, mais sont quand même aussi brillants que Neptune. Placés sur une orbite nettement plus élevée que les satellites de Starlink et bien que moins visibles que ceux-ci, ils sont plus problématiques que ces derniers car ils sont visibles plus longtemps depuis une région plus étendue.
Cette pollution perturbe beaucoup le travail des astronomes, professionnels et amateurs, ainsi que des photographes de paysages de nuit, qui doivent filtrer ces sources indésirables de lumière, quand cela est possible.

## Historique des lancements
| Numéro vol           | Date              | Base de lancement             | Lanceur                 | Nombre satellites                        | Commentaire |
| -------------------- | ----------------- | ----------------------------- | ----------------------- | ---------------------------------------- | ----------- |
| 1                    | 27 février 2019   | Kourou                        | Soyouz ST-B / Fregat-MT | 6                                        | Prototypes  |
| 2                    | 6 février 2020    | Baïkonour                     | Soyouz 2.1b / Fregat-M  | 34                                       |             |
| 3                    | 21 mars 2020      | Baïkonour                     | Soyouz 2.1b / Fregat-M  | 34                                       |             |
| 4                    | 18 décembre 2020  | Baïkonour                     | Soyouz 2.1b / Fregat-M  | 36                                       |             |
| 5                    | 25 mars 2021      | Vostochny                     | Soyouz 2.1b / Fregat-M  | 36                                       |             |
| 6                    | 25 avril 2021     | Vostochny                     | Soyouz 2.1b / Fregat-M  | 36                                       |             |
| 7                    | 28 mai 2021       | Vostochny                     | Soyouz 2.1b / Fregat-M  | 36                                       |             |
| 8                    | 1er juillet 2021  | Vostochny                     | Soyouz 2.1b / Fregat-M  | 36                                       |             |
| 9                    | 21 aout 2021      | Baïkonour                     | Soyouz 2.1b / Fregat-M  | 34                                       |             |
| 10                   | 14 septembre 2021 | Baïkonour                     | Soyouz 2.1b / Fregat-M  | 34                                       |             |
| 11                   | 14 octobre 2021   | Vostochny                     | Soyouz 2.1b / Fregat-M  | 36                                       |             |
| 12                   | 27 décembre 2021  | Baïkonour                     | Soyouz 2.1b / Fregat-M  | 36                                       |             |
| 13                   | 10 février 2022   | Kourou                        | Soyouz ST-B / Fregat-M  | 34                                       |             |
| 14                   | 22 octobre 2022   | Centre spatial Satish-Dhawan  | LVM3                    | 36                                       |             |
| 15                   | 8 décembre 2022   | Centre spatial Kennedy LC 39A | Falcon 9                | 40                                       |             |
| 16                   | 10 janvier 2023   | Cap Canaveral SLC-40          | Falcon 9                | 40                                       |             |
| 17                   | 9 mars 2023       | Cap Canaveral SLC-40          | Falcon 9                | 40                                       |             |
| 18                   | 26 mars 2023      | Centre spatial Satish-Dhawan  | LVM3                    | 36                                       |             |
| 19                   | 20 mai 2023       | Vandenberg                    | Falcon 9                | 15 + 1 JoeySat (prototype 2e génération) |             |
| 20                   | 20 octobre 2024   | Vandenberg                    | Falcon 9                | 20                                       |             |
| Lancements planifiés |                   |                               |                         |                                          |             |
| ?                    |                   |                               |                         |                                          |             |
| Lancements annulés   |                   |                               |                         |                                          |             |
| 14                   | vers 5 mars 2022  | Baïkonour                     | Soyouz 2.1b / Fregat-M  | 36                                       | Annulés     |
| 15                   | vers avril 2022   | Vostochny                     | Soyouz 2.1b / Fregat-M  | 36                                       | Annulés     |
| 16                   | vers mai 2022     | Vostochny                     | Soyouz 2.1b / Fregat-M  | 36                                       | Annulés     |
| 17                   | vers juin 2022    | Baïkonour                     | Soyouz 2.1b / Fregat-M  | 34                                       | Annulés     |
| ?                    | 2022              | Baïkonour                     | Soyouz 2.1b / Fregat-M  | ?                                        | Annulés     |
| ?                    | 2022              | Baïkonour                     | Soyouz 2.1b / Fregat-M  | ?                                        | Annulés     |
| ?                    | 2022              | Kourou                        | Soyouz ST-B / Fregat-M  | ?                                        | Annulés     |